# 什里瓦利·巴米迪帕蒂
什里瓦利·拉什米卡·巴米迪帕蒂（Shrivalli Rashmikaa Bhamidipaty，2001年12月12日—），印度女子网球运动员。她代表印度女子网球队参赛，并在2023年成为印度全国女子冠军。
什里瓦利出生于海得拉巴，父亲BRN·普拉萨德（BRN Prasad）是一名注册会计师，母亲B·拉吉什丽（B Rajshri）。她在11岁时开始接触网球，最初被华丽的网球服装吸引。她完成了商科本科的学业，并计划前往伦敦攻读注册会计师课程。她在海得拉巴接受教练阿南德·库马尔（Anand Kumar）的指导，并聘请了来自德里前戴维斯杯选手维沙尔·乌帕尔（Vishal Uppal）来进一步提升自己的技术。她得到了凤凰集团（Phoenix Group）和Lakshya Sports Edelgive基金会的赞助。
2025年4月，什里瓦利在比利·简·金杯亚大区一组赛事中首次代表印度比利·简·金杯代表队出战，比赛地点位于浦那的巴莱瓦迪体育中心。她赢得了全部五场单打比赛，其中包括三场战胜排名更高的选手。印度队成功晋级该赛事的附加赛阶段。
2024年2月，她参加了WTA125赛事孟买网球公开赛打入八强；同年3月，在因病出院后不久，她参加了ITF女子巡回赛印多尔站并打入决赛。2024年12月，她在马哈拉施特拉邦索拉普举行的ITF巡回赛索拉普公开赛（Oasis Solapur Open）中夺冠。2023年，她赢得了首个成年全国冠军——费内斯塔全国网球锦标赛（Fenesta Open National Tennis Championship 2023）。. 2023年11月，她在班加罗尔赢得了自己的首个ITF巡回赛冠军。